# Pedro Caetano
Pedro Walde Caetano, ou simplesmente Pedro Caetano (Bananal, 1 de fevereiro de 1911 — Rio de Janeiro, 27 de julho de 1992) foi um compositor, sambista e comerciante brasileiro. Compôs inúmeras marchas, sambas, valsas e choros da chamada "Era do Rádio" da música brasileira.Foi o autor de mais de 400 composições, não fez da música a sua profissão, tendo sido comerciante de sapatos durante a sua vida profissional. Teve como parceiros musicais Claudionor Cruz (o mais constante), Pixinguinha, Noel Rosa, Alcir Pires Vermelho e Walfrido Silva.

## Biografia
Pedro Caetano nasceu na cidade de Bananal no estado de São Paulo. Aos nove anos, muda-se com  seus pais para o Rio de Janeiro. Nesta idade já apresentava pendor para a música, passando a estudar piano. 
Aos 22 anos, fez seu primeiro samba de projeção, "Foi uma pedra que rolou", que foi lançado em 1934 por Silvio Caldas  no Programa Casé, mas que só foi gravado seis anos depois por Joel e Gaúcho.

### Obras
O primeiro sucesso foi a valsa "Caprichos do Destino", gravada em 1938 por Orlando Silva e composta em parceria com Claudionor Cruz, seu parceiro mais constante. 
Em 1942, outro sucesso: "Botões de laranjeira", choro gravado por  Ciro Monteiro no selo RCA Victor. 
"Maria Madalena dos Anzóis Pereira
Teu beijo tem aroma de botões de laranjeira"
Ciro Monteiro seria um dos seus mais constantes intérpretes.
Ainda em 1942 outro grande sucesso: "Sandália de prata", samba  composto em parceria com Alcir Pires Vermelho e  com interpretação de Francisco Alves.
Aracy de Almeida gravou o samba "Engomadinho" parceria  com Claudionor Cruz, e Gilberto Alves a valsa "A Dama de Vermelho", parceria com Alcyr Pires Vermelho. 
No carnaval de 1944, Francisco Alves grava a marchinha "Eu Brinco (Com Pandeiro ou Sem Pandeiro)". No ano de 1946, Ciro Monteiro gravou  o choro "O que se leva desta vida", clássico de seu repertório. No Carnaval de 1947, lançou outro samba de sucesso, "Onde estão os tamborins", gravado pelo conjunto Quatro Ases e Um Curinga, pelo selo ODEON.
Mangueira, onde é que estão os tamborins, ó nêga,
Viver somente de cartaz não chega"
No carnaval de 1948, apresenta o  samba "É com esse que eu vou", gravado pelos Quatro Ases e Um Curinga pelo selo ODEON. 
| “ | "É com esse que eu vou sambar até cair no chão É com esse que eu vou desabafar na multidão..." | ” |

Na década de 1950, Pedro Caetano compôs a Valsa de Guarapary, que veio a se tornar o hino emocional da cidade capixaba.
| “ | "Quer viver o sonho lindo Que eu vivi? Vá viver a maravilha De Guarapari. Um recanto que os poetas E os violões Não conseguem descrever Nas mais lindas canções. Pelas suas noites claras, A lua serena Vem brindar os namorados Na areia morena. Ninguém poderá sonhar Nem viver o que eu vivi Longe desta maravilha Que se chama Guarapari." | ” |

## Cronologia
- Em 1961, lançou no Carnaval a marchinha "Desta vez vamos", cuja letra satirizava o slogan do então candidato à presidência da República Ademar de Barros.

- Para o Carnaval de 1965 compôs, em parceria com Alexandre Dias Filho, a marcha "Todo mundo enche", outra sátira política.

- Em 1968, participa do concurso de Carnaval promovido pela Secretaria de Turismo do então Estado da Guanabara, com a marcha "Jambete Sensação", parceria com Claudionor Cruz.

- Em 1975, aos 64 anos, gravou na RCA Victor o seu único disco, interpretando os seus grandes sucessos.

- Em 1984, publicou o livro "Meio Século de Música Popular Brasileira — O que Fiz".

- O samba "É Com Esse Que Eu Vou", seu maior sucesso, voltou a fazer sucesso 25 anos mais tarde, quando foi gravado por Elis Regina.

- O registro de seu depoimento para o programa Ensaio, da TV Cultura, de 1973, foi  lançado em 2000  e está disponível em CD.

- No dia 27 de julho de 1992 morre na cidade do Rio de Janeiro, aos 81 anos de idade[2].

## Os parceiros
Pedro Caetano compôs mais de 400 músicas e teve vários parceiros, entre os quais Pixinguinha, Noel Rosa e Wilson Batista. 
Com Alcir Pires Vermelho  compôs "Sandália de Prata" e "Dama de Vermelho", sucessos de Francisco Alves.
Compôs sucessos com Walfrido Silva ("Samba de Casaca") e Antônio Almeida ("O Pingo e a Pinga").
Claudionor Cruz, porém, foi o seu mais constante parceiro. Com ele fez parcerias nos sucessos "Caprichos do Destino", "Eu Brinco (com Pandeiro ou sem Pandeiro)", "Nova Ilusão", "Disse Me Disse", "Levei um Bolo", "Engomadinho", "Jambete Sensação" e outros mais.